# 幾何寇蛛
幾何寇蛛，又稱棕色寡婦蛛，为寇蛛属的一種蜘蛛，分佈遍及全球，原產地可能是南非，但學界尚無定論。它和同屬的黑寡婦蜘蛛較為相似，只是體型較小、顏色較淡。

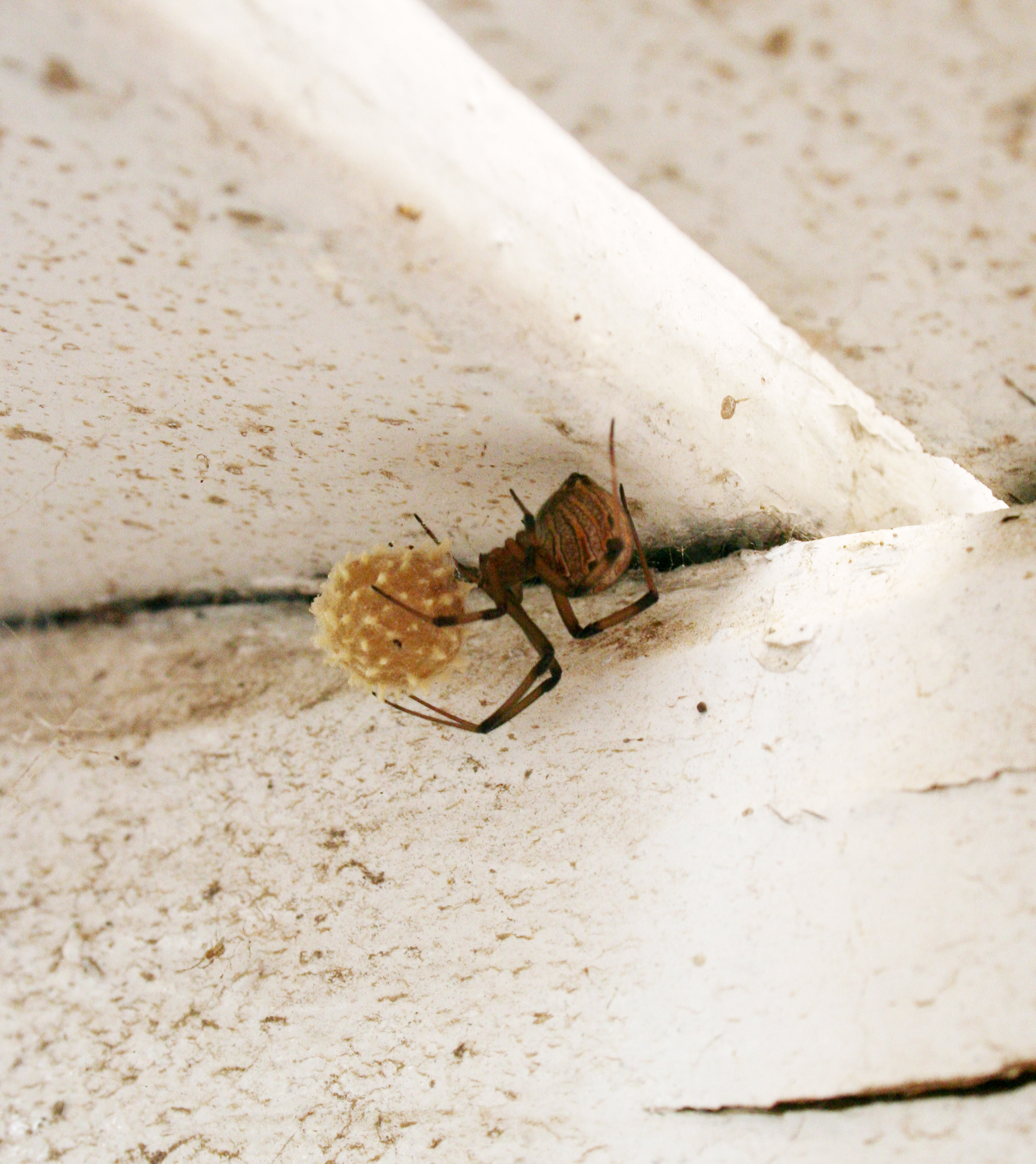
卵

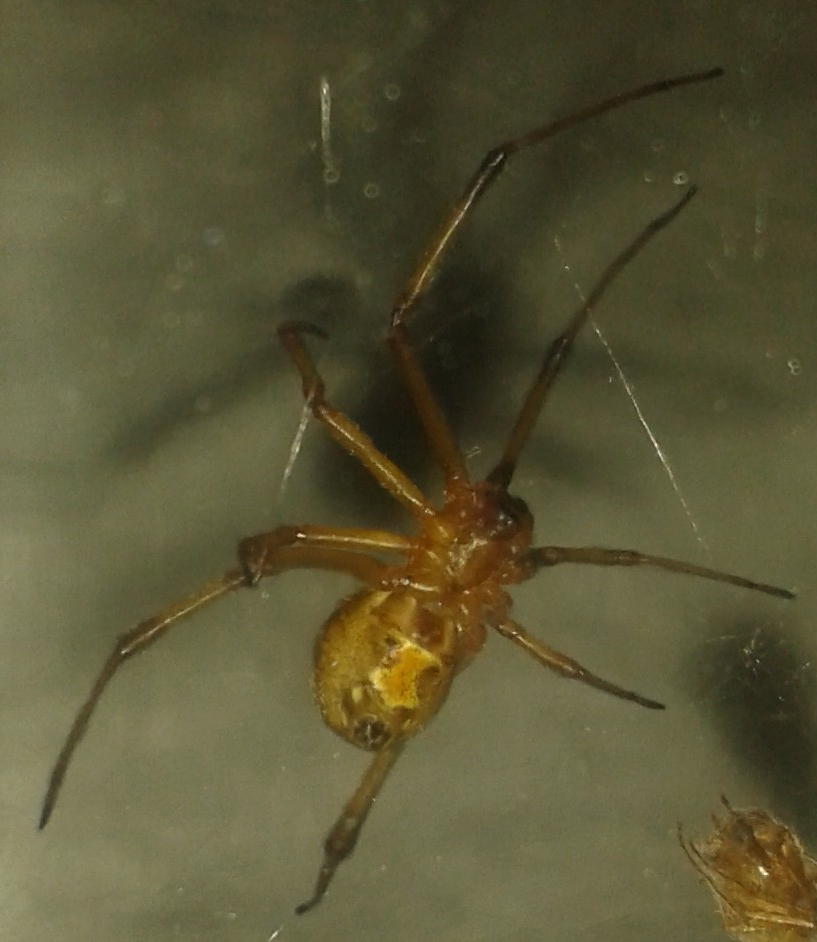
開羅的一隻幾何寇蛛

## 毒性
它和黑寡婦蜘蛛一樣具有蛛毒。但其毒性本身就比黑寡婦蜘蛛的蛛毒小得多，影響的一般只有傷口附近位置。此外加上幾何寇蛛體形本來就比較小，所以能注入傷口的毒也就較少。其毒在小鼠身上的半數致死量為0.43 mg/kg。

## 外部連結
- Sexual Cannibalism in the Brown Widow Spider (Latrodectus geometricus) Archive.today的存檔，存档日期2012-10-07